# Swiss Midland Pipe Band
Die Swiss Midland Pipe Band ist eine Schottische Pipe Band aus Zofingen in der Schweiz. Sie ist nach der Grosslandschaft Mittelland, in der Zofingen liegt, benannt. Die Band ist Mitglied der Pipe Band Association of Switzerland (PBAS). Pipe Major ist Roger Müller.

## Geschichte
Die Swiss Midland Pipe Band wurde 1997 in Zofingen mit dem Ziel gegründet, an Wettkämpfen, vor allem in Schottland, teilzunehmen. In den folgenden Jahren nahm die Band zweimal an den Scottish Pipe Band Championships in Dumbarton teil. Danach rückten die nationalen Schweizer Meisterschaften für die Band in den Mittelpunkt. Hier konnte sie in den Jahren 2004 und 2009 den Titel Schweizer Meister erreichen.

## Pipe Majors
- Roger Müller (seit 2019)
- Bernhard Roth (2018–2019)
- Stephanie Mattle (2009–2018)
- Thomas Müller (1997–2009)

## Platzierungen
2019
- 31. August: Swiss Pipe Band Championships Abtwil (CH) – 3. Rang

2017
- 8. Juli: MSR BAG Competition in Angelbachtal (D) – 4. Rang
- 8. Juli: MAP March BAG Competition in Angelbachtal (D) – 4. Rang
- 6. Mai: MSR BAG Competition Peine Highland Games (D) – 4. Rang
- 6. Mai: MAP March BAG Competition Peine Highlandgames (D) – 6. Rang
- 21. Januar: MAP Quintett BAG Wintercompetition Bremen (D) – 3. Rang

2016
- 13. August: World Pipe Band Championships Qualifier (SCO) – 14. Rang
- 9. Juli: MAP March BAG Competition in Angelbachtal (D) – 6. Rang
- 8. Mai: Swiss Pipe Band Championships Luzern (CH) – 2. Rang

2015
- 5. September: Swiss Pipe Band Championships Abtwil (CH) – 2. Rang
- 11. Juli: MAP March BAG Competition in Angelbachtal (D) – 6. Rang

2014
- 3. Mai: Swiss Pipe Band Championships St. Ursen (CH) – 2. Rang

2012
- 25. August: Swiss Bagpipe Championships Luzern (CH) – 2. Rang

2011
- 27. August: Swiss Pipe Band Championships St. Ursen (CH) – 2. Rang

2010
- 28. August: Swiss Pipe Band Championships St. Ursen (CH) – 2. Rang
- 10. Juli: MAP March BAG Competition in Angelbachtal (D) – 3. Rang

2009
- 30. August: Swiss Pipe Band Championships St. Ursen (CH) – 1. Rang

2008
- 30. August: Swiss Pipe Band Championships St. Ursen (CH) – 2. Rang

2007
- 1. September: Swiss Pipe Band Championships St. Ursen (CH) – 3. Rang

2006
- 27. August: Swiss Pipe Band Championships St. Ursen (CH) – 3. Rang

2005
- 28. August: Swiss Pipe Band Championships St. Ursen (CH) – 3. Rang

2004
- 22. August: Swiss Pipe Band Championships St. Ursen (CH) – 1. Rang
- 22. Mai: Scottish PB Championships in Dumbarton (SCO) – 12. Rang

2001
- 28. Juli: Scottish PB Championships in Dumbarton (SCO) – 13. Rang